# Баграмовское сельское поселение
Баграмовское сельское поселение — муниципальное образование (сельское поселение) в составе Рыбновского района Рязанской области России.
Административный центр  — деревня Баграмово.

## История
Баграмовское сельское поселение образовано в 2006 г.

## Население
| 2010  | 2012  | 2013  | 2014  | 2015  | 2016  | 2017  |
| ----- | ----- | ----- | ----- | ----- | ----- | ----- |
| 2571  | ↗2611 | ↗2613 | ↗2636 | ↘2608 | ↗2610 | ↘2606 |
| 2018  | 2019  | 2020  | 2021  |       |       |       |
| ↗2621 | ↘2618 | ↘2614 | ↗2892 |       |       |       |

## Состав сельского поселения
| № | Населённый пункт    | Тип населённого пункта          | Население |
| - | ------------------- | ------------------------------- | --------- |
| 1 | Баграмово           | деревня, административный центр | ↗2174     |
| 2 | Валищево            | деревня                         | 6         |
| 3 | Войнюково           | деревня                         | 52        |
| 4 | Горяйново           | село                            | ↘97       |
| 5 | Зеленинские Дворики | деревня                         | 115       |
| 6 | Ларино              | деревня                         | 47        |
| 7 | Мантурово           | деревня                         | 80        |